# 第33回シカゴ映画批評家協会賞
第33回シカゴ映画批評家協会賞は2020年の映画を対象としており、2020年12月18日にノミネーションが発表され、同月21日に受賞者が発表された。

## 受賞・ノミネート一覧
※受賞は太字。

### 作品賞
- 『ザ・ファイブ・ブラッズ』
- 『ノマドランド』
- 『Lovers Rock』
- 『First Cow』
- 『プロミシング・ヤング・ウーマン』

### 監督賞
- ケリー・ライヒャルト - 『First Cow』
- スパイク・リー - 『ザ・ファイブ・ブラッズ』
- エメラルド・フェネル - 『プロミシング・ヤング・ウーマン』
- クロエ・ジャオ - 『ノマドランド』
- スティーヴ・マックイーン - 『Lovers Rock』

### 主演男優賞
- デルロイ・リンドー - 『ザ・ファイブ・ブラッズ』
- チャドウィック・ボーズマン - 『マ・レイニーのブラックボトム』
- リズ・アーメッド - 『サウンド・オブ・メタル 〜聞こえるということ〜』
- スティーヴン・ユァン - 『ミナリ』
- アンソニー・ホプキンス - 『ファーザー』

### 主演女優賞
- キャリー・マリガン - 『プロミシング・ヤング・ウーマン』
- ジェシー・バックリー - 『もう終わりにしよう。』
- ヴィオラ・デイヴィス - 『マ・レイニーのブラックボトム』
- フランシス・マクドーマンド - 『ノマドランド』
- キャリー・クーン - 『The Nest』

### 助演男優賞
- チャドウィック・ボーズマン - 『ザ・ファイブ・ブラッズ』
- ポール・レイシー - 『サウンド・オブ・メタル 〜聞こえるということ〜』
- レスリー・オドム・Jr - 『あの夜、マイアミで』
- ビル・マーレイ - 『オン・ザ・ロック』
- デヴィッド・ストラザーン - 『ノマドランド』

### 助演女優賞
- トニ・コレット - 『もう終わりにしよう。』
- アマンダ・サイフリッド - 『Mank/マンク』
- レティーシャ・ライト - 『Mangrove』
- マリア・バカローヴァ - 『続・ボラット 栄光ナル国家だったカザフスタンのためのアメリカ貢ぎ物計画』
- ユン・ヨジョン - 『ミナリ』

### 脚本賞
- スパイク・リー、ポール・デ・メオ、ダニー・ビルソン、ケヴィン・ウィルモット - 『ザ・ファイブ・ブラッズ』
- ケンプ・パワーズ、ピート・ドクター、マイク・ジョーンズ - 『ソウルフル・ワールド』
- エリザ・ヒットマン - 『17歳の瞳に映る世界』
- アーロン・ソーキン - 『シカゴ7裁判』
- エメラルド・フェネル - 『プロミシング・ヤング・ウーマン』

### 脚色賞
- ケリー・ライヒャルト、ジョナサン・レイモンド - 『First Cow』
- クロエ・ジャオ - 『ノマドランド』
- ケンプ・パワーズ - 『あの夜、マイアミで』
- チャーリー・カウフマン - 『もう終わりにしよう。』
- フローリアン・ゼレール、クリストファー・ハンプトン - 『ファーザー』

### 有望監督賞
- アンドリュー・パターソン - 『ヴァスト・オブ・ナイト』
- エメラルド・フェネル - 『プロミシング・ヤング・ウーマン』
- リー・アイザック・チャン - 『ミナリ』
- ダリウス・マーダー - 『サウンド・オブ・メタル 〜聞こえるということ〜』
- ラダ・ブランク - 『40歳の解釈: ラダの場合』

### 有望俳優賞
- マリア・バカローヴァ - 『続・ボラット 栄光ナル国家だったカザフスタンのためのアメリカ貢ぎ物計画』
- キングズリー・ベン＝アディル - 『あの夜、マイアミで』
- シドニー・フラニガン - 『17歳の瞳に映る世界』
- ケリー・オサリヴァン - 『Saint Frances』
- ヘレナ・ゼンゲル - 『この茫漠たる荒野で』

### 作曲賞
- テレンス・ブランチャード - 『ザ・ファイブ・ブラッズ』
- トレント・レズナー、アッティカス・ロス - 『Mank/マンク』
- ブランフォード・マルサリス - 『マ・レイニーのブラックボトム』
- トレント・レズナー、アッティカス・ロス、ジョン・バティスト - 『ソウルフル・ワールド』
- ルドウィグ・ゴランソン - 『TENET テネット』

### 撮影賞
- エリック・メッサーシュミット - 『Mank/マンク』
- シャビアー・カークナー - 『Lovers Rock』
- ジョシュア・ジェームズ・リチャーズ - 『ノマドランド』
- ミゲル・ヨアン・リッティン・メンツ - 『ヴァスト・オブ・ナイト』
- クリストファー・ブローヴェルト - 『First Cow』

### 編集賞
- 『ノマドランド』
- 『もう終わりにしよう。』
- 『TENET テネット』
- 『Lovers Rock』
- 『シカゴ7裁判』

### 視覚効果賞
- 『ポゼッサー』
- 『ミッドナイト・スカイ』
- 『もう終わりにしよう。』
- 『TENET テネット』
- 『透明人間』

### 衣装デザイン賞
- 『ハーレイ・クインの華麗なる覚醒 BIRDS OF PREY』
- 『First Cow』
- 『EMMA エマ』
- 『マ・レイニーのブラックボトム』
- 『Mank/マンク』

### 美術賞
- 『ハーレイ・クインの華麗なる覚醒 BIRDS OF PREY』
- 『Mank/マンク』
- 『もう終わりにしよう。』
- 『First Cow』
- 『EMMA エマ』

### アニメーション映画賞
- 『2分の1の魔法』
- 『映画 ひつじのショーン UFOフィーバー!』
- 『ソウルフル・ワールド』
- 『ウルフウォーカー』
- 『The Wolf House』

### 外国語映画賞
- 『コレクティブ 国家の嘘』 ルーマニア
- 『バクラウ 地図から消された村』 ブラジル、 フランス
- 『アナザーラウンド』 デンマーク
- 『Дылда』 ロシア
- 『ヴィタリナ』 ポルトガル
- 『ラ・ヨローナ 〜彷徨う女〜』 グアテマラ

### ドキュメンタリー映画賞
- 『アメリカン・ユートピア』
- 『タイム』
- 『コレクティブ 国家の嘘』
- 『ディック・ジョンソンの死』
- 『監視資本主義: デジタル社会がもたらす光と影』